# Список заслуженных мастеров спорта СССР (автомобильный спорт)
26.04.1974 вышло постановление Комитета по физической культуре и спорту при Совете Министров СССР «О внесении дополнений в инструкцию о присвоении звания „Заслуженный мастер спорта“ по автомобильному спорту». Согласно этому постановлению высшее спортивное звание присваивалось спортсменам, завоевавшим 1 личное место в ралли-марафоне типа «Лондон-Мехико» и дважды 1 личное место в ралли «Тур Европы», при условии, что команда заняла не ниже III места. По состоянию на 1.01.1976 г. это звание по автомотоспорту было присвоено 50 спортсменам (32 — мотоспорт, 18 — автоспорт).
| 1957 год |                        |            |  |         |                    |  |
| 1        | Лорент Эдуард Осипович | ??.02.1957 |  | Харьков | «Трудовые резервы» |  |

## 1968
- Никитин, Владимир Константинович

## 1969
- Аава, Уно Хейнрихович 22.11.1928[3][4]
- Ипатенко, Александр Васильевич
- Тенишев, Сергей Дмитриевич
- Щавелев, Виктор Алексеевич 1928—2011[5]

## 1970[6]
- Баженов, Эдуард Михайлович
- Кислых, Валентин Иванович
- Лесовский, Юрий Иванович 26.05.1932
- Потапчик, Леонтий Юльянович[7]
- Терехин, Александр Павлович
- Хольм, Гуннар Иоханнович 24.4.1933 — 27.12.1991[7][8]

## 1974
- Бубнов, Владимир Сергеевич 20.11.1935[9]
- Гирдаускас, Каститис Винценто
- Лифшиц, Эммануил Абрамович

## 1979
- Брундза, Стасис Казимирович

## Год присвоения неизвестен
- Марченко, Василий
- Тихомиров, Илья Александрович (до 1974)